# Barbara Masini
Barbara Masini (Pistoia, 22 de janeiro de 1974) é uma web designer e política italiana. É senadora da República desde 23 de março de 2018 pela região da Toscana na coligação política Gruppo Misto como parte do subgrupo +Europa–Azione.

## Vida pessoal e formação acadêmica
Nasceu em 22 de janeiro de 1974, em Pistoia, na região italiana da Toscana.
Formada na escola secundária clássica Niccolò Forteguerri, em Pistoia, graduou-se em ciências políticas na Universidade de Siena. Trabalhou em design gráfico e comunicação lidando com comunicação visual como freelancer.
Em 6 de julho de 2021, durante a discussão sobre o projeto de lei Zan, contra a homotransfobia — no Palazzo Madama — sede do Senado da República — ela declarou seu apoio ao projeto, que "saiu do armário" e vive com uma parceira.

## Carreira política
Nas eleições administrativas de 2017, foi eleita vereadora do Força Itália, em Pistoia, sendo a mulher mais votada na coligação de centro-direita em apoio ao prefeito Alessandro Tomasi e tornando-se assim presidente da V comissão do conselho (social e saúde, atividades produtivas, comércio, políticas de juventude, igualdade de oportunidades).
Em dezembro de 2019, estava entre os 64 signatários (incluindo 41 do Força Itália) para o referendo confirmatório sobre o corte dos parlamentares: alguns meses antes, os senadores haviam se retirado do plenário por ocasião da votação da reforma constitucional. No início de janeiro de 2020, retirou sua assinatura junto com outros três senadores do Força Itália próximos a Mara Carfagna, deputada italiana e ex-ministra para a Igualdade de Oportunidades.
Em 2 de fevereiro de 2022, deixou o Força Itália e passou para a coligação política Gruppo Misto como parte do subgrupo +Europa–Azione, de inspiração social-liberal e, em 3 de fevereiro, ingressou no partido Azione.